# Homomorfismo

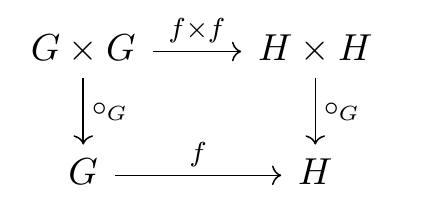
Diagrama de conmutación de un homomorfismo de grupo.

En matemáticas, un homomorfismo (o a veces simplemente morfismo) desde un objeto matemático a otro con la misma estructura algebraica, es una función que preserva las operaciones definidas en dichos objetos.

## Definición
Sean {\displaystyle {\mathcal {A}}=(A,\circ _{1},\ldots ,\circ _{k})} y {\displaystyle {\mathcal {B}}=(B,*_{1},\ldots ,*_{k})} dos sistemas algebraicos del mismo tipo, donde {\displaystyle A,B} son conjuntos y {\displaystyle \circ _{1},\ldots ,\circ _{k},*_{1},\ldots ,*_{k}} son las operaciones algebraicas definidas en dichos conjuntos.
Una función {\displaystyle \phi :A\to B} es un homomorfismo si verifica:

{\displaystyle \phi (\circ _{i}(a_{1},\ldots ,a_{n}))=*_{i}(\phi (a_{1}),\ldots ,\phi (a_{n}))} para cada i = 1,...,k y {\displaystyle a_{1},\ldots ,a_{n}\in A}.

## Ejemplos
- Los grupos son conjuntos que tienen definida una operación con neutro y en que cada elemento tiene inverso.

Por lo tanto, si {\displaystyle (G,*),\ (H,\cdot )} son grupos, según la definición una función {\displaystyle f:G\rightarrow H} es un homomorfismo de grupos si:
1. {\displaystyle f(g_{1}*g_{2})=f(g_{1})\cdot f(g_{2})} para todo par de elementos {\displaystyle g_{1},g_{2}\in G};
2. {\displaystyle f(e_{G})=e_{H}}, siendo {\displaystyle e_{G},e_{H}} los neutros de {\displaystyle G} y {\displaystyle H};
3. {\displaystyle f(g^{-1})=f(g)^{-1}} para todo {\displaystyle g\in G}.

Puede probarse que si una función cumple la primera condición entonces cumple las otras dos, de ahí que en la definición clásica de homomorfismo de grupos no se pidan las otras condiciones.
- Un {\displaystyle \mathbb {K} }-espacio vectorial (donde {\displaystyle \mathbb {K} } es un cuerpo) es un conjunto que tiene definida una suma entre elementos del grupo y un producto de escalares por elementos del conjunto; la suma tiene un neutro y cada elemento tiene opuesto. Por lo tanto, utilizando la definición, para que una función {\displaystyle f:V\to W} entre dos {\displaystyle \mathbb {K} } espacios vectoriales sea un homomorfismo debe verificar:

1. {\displaystyle f(v_{1}+v_{2})=f(v_{1})+f(v_{2})}, para todo {\displaystyle v_{1},v_{2}\in V};
2. {\displaystyle f(\lambda \cdot v)=\lambda \cdot f(v)}, para todo {\displaystyle v\in V} y todo {\displaystyle \lambda \in \mathbb {K} };
3. {\displaystyle f(0_{V})=0_{W}};
4. {\displaystyle f(-v)=-f(v)} para todo {\displaystyle v\in V}.

Las transformaciones lineales son exactamente las funciones que cumplen esto (las condiciones 3 y 4 se deducen de 1 y 2). Por lo tanto, los homomorfismos de espacios vectoriales son las transformaciones lineales.
- Si {\displaystyle (R,+_{R},\cdot _{R})} y {\displaystyle (S,+_{S},\cdot _{S})} son dos anillos entonces una función {\displaystyle f:R\to S} es un homomorfismo de anillos si se cumplen las siguientes dos condiciones:

1. {\displaystyle f(a+_{R}b)=f(a)+_{S}f(b)}, cualesquiera que sean {\displaystyle a,b\in R};
2. {\displaystyle f(a\cdot _{R}b)=f(a)\cdot _{S}f(b)}, cualesquiera que sean {\displaystyle a,b\in R};
3. {\displaystyle f(0_{R})=0_{S}};
4. {\displaystyle f(-a)=-f(a)} para todo {\displaystyle a\in R}.

Las condiciones 3 y 4 se deducen de la primera, de ahí que en la definición clásica no se pidan.
En el caso de anillos con unidad, también se exige {\displaystyle f(1_{R})=1_{S}}.
- Si {\displaystyle M} y {\displaystyle N} son dos R-módulos (donde (R,+_R,\cdot_R) es un anillo dado) entonces una función {\displaystyle f:M\to N} es un homomorfismo de R-módulos si cumple las siguientes dos condiciones:

1. {\displaystyle f(m_{1}+_{R}m_{2})=f(m_{1})+_{R}f(m_{2})}, cualesquiera que sean {\displaystyle m_{1},m_{2}\in M};
2. {\displaystyle f(r\cdot _{R}m)=r\cdot _{R}f(m)}, cualesquiera que sean {\displaystyle m\in M,\ r\in R}.

## Tipos particulares de homomorfismos
- Un homomorfismo sobreyectivo se llama epimorfismo.
- Un homomorfismo inyectivo se llama monomorfismo.
- Un homomorfismo biyectivo cuya inversa es también un homomorfismo se llama isomorfismo. Dos objetos se dicen isomorfos si existe un isomorfismo de uno en el otro. En general, pensamos a dos objetos isomorfos como indistinguibles por lo que a la estructura en cuestión se refiere.
- Un homomorfismo de un conjunto a sí mismo se llama endomorfismo. Si es además un isomorfismo se llama automorfismo.